# 趙昂
趙昂（2世纪—219年？），字偉章（一字偉璋），天水郡（今甘肅省）人，東漢末年至三國時代曹魏官員，歷任羌道令、涼州從事、益州刺史；其妻王異是一位巾幗英雄。

## 生平
趙昂為天水人，曾擔任羌道令，與同鄉人士楊阜、姜敘、尹奉等均具名氣。
建安年間，趙昂在冀城參軍事，輔助涼州刺史韋康。建安十八年（213年）西涼豪族馬超召集戎兵攻打隴右，各郡縣都響應馬超而投降，只有冀城在涼州刺史韋康和天水太守的指揮下繼續堅守。由於援軍久久不至，韋康最終決定投降，當時楊阜、趙昂都曾苦勸韋康不可開門請降，但韋康不聽。馬超入城後，殺死了韋康及天水太守。楊阜、趙昂等人暫降馬超，趙昂之子趙月更成為了馬超的人質，被挾持到南鄭。楊阜與姜敘、趙昂、尹奉、梁寬等人密謀起兵反抗馬超，可是趙昂卻憂慮兒子的下場，表現猶豫，直至受到妻子王異的訓斥才決心加入起事。起事之時，姜敘負責誘敵，趙昂在妻子王異的輔助下，與尹奉一起負責守護祁山。
當時祁山受到馬超部隊所圍，趙昂等人堅守，直至三十日後夏侯淵援軍趕至方能解圍。然而趙昂的兒子趙月結果還是被馬超所殺。由冀城蒙難開始至祁山守衛戰期間，趙昂與王異夫婦曾經九出奇計，建成大功。趙昂最後官至益州刺史。

## 關於名字的爭議

### 偉章與偉璋
皇甫謐《列女傳》提到王異是「故益州刺史天水趙偉璋妻」，而《魏略》則載「（楊）阜少與同郡尹奉次曾、趙昂偉章俱發名」，趙昂是天水人氏，「章」、「璋」二字同音，故此二名中應有一個屬於誤載。

### 趙昂與趙顒
建安二十四年（219年）劉備與夏侯淵進行漢中之戰，劉備部將黃忠在參謀法正的協助下於定軍山擊殺夏侯淵與及由曹操所署任的益州刺史趙顒。

## 三國演義
著名古典章回小說《三國演義》中，趙昂登場於第64回《孔明定計捉張任　楊阜借兵破馬超》中，身分是冀城統兵校尉，其事與正史相近，最後自身和尹奉兩族人均被馬超殺害，而妻子王異在軍旅裡面逃過一劫。

## 家庭

### 妻
- 王異

### 子女
- 趙月
- 趙英
- 另有二子，死於梁雙造反時

## 備註
1. ↑  裴注《三國志·楊阜傳》引皇甫謐《列女傳·趙昂妻》：「昂為羌道令，留異在西。」
2. ↑  裴注《三國志·楊阜傳》引魚豢《魏略》：「阜少與同郡尹奉次曾、趙昂偉章俱發名，偉章、次曾與阜俱為涼州從事。」
3. ↑  裴注《三國志·楊阜傳》引皇甫謐《列女傳·趙昂妻》：「昂與楊阜等結謀討超，告異曰：『吾謀如是，事必萬全，當奈月何？』異厲聲應曰：『忠義立於身，雪君父之大恥，喪元不足為重，況一子哉？夫項託、顏淵，豈復百年，貴義存耳。』昂曰：『善。』遂共閉門逐超。」
4. ↑  裴注《三國志·楊阜傳》引皇甫謐《列女傳·姜敘母》：「因敕敍與阜參議，許諾，分人使語鄉里尹奉、 趙昂及安定梁寬等，令敍先舉兵叛超，超怒，必自來擊敍，寬等因從後閉門。約誓以定，敍遂進兵入鹵，昂、奉守祁山。」
5. ↑  裴注《三國志·楊阜傳》引皇甫謐《列女傳·趙昂妻》：「異復與昂保祁山，為超所圍，三十日救兵到，乃解。超卒殺異子月。」
6. ↑  裴注《三國志·楊阜傳》引皇甫謐《列女傳·趙昂妻》：「凡自冀城之難，至于祁山，昂出九奇，異輒參焉。」
7. ↑  裴注《三國志·楊阜傳》引皇甫謐《列女傳·趙昂妻》：「趙昂妻異者，故益州刺史天水趙偉璋妻，王氏女也。」
8. ↑  《三國志·先主傳》：「二十四年春，自陽平南渡沔水，緣山稍前，於定軍山勢作營。淵將兵來爭其地。先主命黃忠乘高鼓譟攻之，大破淵軍，斬淵及曹公所署益州刺史趙顒等。」